# Henri Castelli
Henri Lincoln Fernandes Nascimento más conocido por el nombre de la etapa Henri Castelli (São Bernardo do Campo, 10 de febrero de 1978) es un actor y modelo brasileño.

## Carrera
En 1998, fue contratado por Rede Globo para participar en la miniserie Hilda Furacão. En 2000, actuó en la telenovela Esplendor como Dino, amigo y secuaz de Bruno y en 2001 actuó en las telenovelas As Filhas da Mãe y Um Anjo Caiu do Céu. En 2002 interpretó a su primer protagonista, Pedro en la telenovela Malhação, donde se hizo famoso a nivel nacional. Luego en 2003, actúo como Hugo en Celebridade,
En el 2004, interpreta su primer papel antagónico en Como Uma Onda,  y en 2006 en Cobras & Lagartos. En 2009 actúa en Acuarela del amor.
En 2011, actuó en la miniserie O Astro. En 2013, protagonizó la telenovela Flor do Caribe junto a Grazi Massafera. En 2014, obtuvo el papel de villano en I Love Paraisópolis.

## Vida privada
El 10 de diciembre de 2005, se casó con la supermodelo Isabeli Fontana, al año siguiente nace su primer hijo, Lucas. El 11 de enero de 2014 nació María Eduarda y se convirtió en padre por segunda vez. Fechada actriz Fernanda Vasconcellos entre 2008 y 2012. Salió con la presentadora y activista Luísa Mell en agosto de 2008, en una relación de tres meses.

## Filmografía

### Televisión
| Año  | Título                | Personaje                   |
| ---- | --------------------- | --------------------------- |
| 1998 | Hilda Furacão         | Celso                       |
| 1998 | Pecado Capital        | Lobato                      |
| 1999 | Você Decide           | Rodrigo                     |
| 2000 | Esplendor             | Dino                        |
| 2001 | As Filhas da Mãe      | Pércio                      |
| 2001 | Um Anjo Caiu do Céu   | Breno                       |
| 2002 | O Quinto dos Infernos | José de Castro Canto e Melo |
| 2002 | Malhação              | Pedro Rodrigues             |
| 2003 | Celebridad            | Hugo Magno Soares           |
| 2004 | Como una ola          | Jorge Junqueira (J.J.)      |
| 2005 | Bang Bang             | Jangy                       |
| 2005 | Belíssima             | Pedro Assunção              |
| 2006 | Cobras & Lagartos     | Estevão Pacheco             |
| 2008 | Casos e Acasos        | Sérginho / Marlon / Marcelo |
| 2008 | Faça Sua História     | Pedro                       |
| 2009 | Acuarela del amor     | Vicente Foster              |
| 2010 | Na Forma da Lei       | Edgar Mourão                |
| 2011 | Río del destino       | Rudy                        |
| 2011 | El astro              | Felipe Cerqueira            |
| 2012 | Acampamento de Férias | Simão                       |
| 2012 | Gabriela              | Rômulo Vieira               |
| 2013 | Flor del Caribe       | Cassiano Soares             |
| 2015 | I Love Paraisópolis   | Gabriel Brenner (Gabo)      |
| 2016 | Sol Nascente          | Ralf                        |